# Вімблдонський турнір 2024
Вімблдонський турнір 2024 проходив з 1 по 14 липня 2024 року на кортах Всеанглійського клубу лаун-тенісу і крокету в передмісті Лондона Вімблдоні. Це був 137-й Вімблдонський чемпіонат, а також третій турнір Grand Slam з початку року. Турнір входив до програм ATP та WTA турів.
В індивідуальному розряді серед чоловіків  титул захищав іспанець Карлос Алькарас, а серед жінок — чешка Маркета Вондроушова.

## Огляд подій та досягнень
Серед чоловіків Карлос Алькарас захистив свій титул. Це була для нього друга перемога на Вімблдоні, а загалом четвертий одиночний грендслем.  
Серед жінок турнір виграла чешка Барбора Крейчикова. Це для неї перша перемога на Вімблдоні, другий одиночний грендслем та дванадцятий виграний мейджор, враховуючи сім парних перемог та три перемоги в міксті. 
Змагання чоловічих пар виграв фінсько-британський дует Гаррі Геліоваара  / Генрі Петтен. Для обох це перша парна перемога в мейджорах, утім Геліоваара уже вигравав Вімблдон у міксті.
У змаганні жіночих пар перемогу здобув чесько-американський тандем Катержина Сінякова та Тейлор Таундсенд. Для Таунсенд це перший виграний мейджор, для Сінякової — дев'ятий.
У міксті перемогу святкувала тайвансько-польська пара Сє Шувей / Ян Зелінський. Для Зелінського це другий мейджор, а для Сє другий виграний грендслем у міксті та восьма перемога на турнірах Великого шолома загалом (враховуючи 6 звитяг у змаганні жіночих пар.

## Результати фінальних матчів

### Дорослі
| Одиночний розряд. Джентльмени (Детальніше) |                                   |                                |
| Карлос Алькарас                            | Новак Джокович                    | 6-2, 6-2, 7-67-4               |
|                                            |                                   |                                |
| Одиночний розряд. Леді (Детальніше)        |                                   |                                |
| Барбора Крейчикова                         | Жасмін Паоліні                    | 6–2, 2–6, 6–4                  |
|                                            |                                   |                                |
| Парний розряд. Джентльмени (Детальніше)    |                                   |                                |
| Гаррі Геліоваара Генрі Петтен              | Макс Перселл Джордан Томпсон      | 6–7(7–9), 7–6(10–8), 7–6(11–9) |
|                                            |                                   |                                |
| Парний розряд. Леді (Детальніше)           |                                   |                                |
| Катержина Сінякова Тейлор Таунсенд         | Габріела Дабровскі Ерін Рутліфф   | 7–6(7–5), 7–6(7–1)             |
|                                            |                                   |                                |
| Мікст (Детальніше)                         |                                   |                                |
| Ян Зелінський Сє Шувей                     | Сантьяго Гонсалес Джуліана Ольмос | 6-4, 6-2                       |
|                                            |                                   |                                |

### Юніори
| Одиночний розряд. Хлопці       |                         |                  |  |
| Ніколай Будков К'єр            | Мес Реттгерінг          | 6–3, 6–3         |  |
|                                |                         |                  |  |
| Одиночний розряд. Дівчата      |                         |                  |  |
| Рената Ямріхова                | Емерсон Джонс           | 6–3, 6–4         |  |
|                                |                         |                  |  |
| Парний розряд. Хлопці          |                         |                  |  |
| Александер Разегі Макс Шенгаус | Ян Клімас Ян Кумстат    | 7–6(7–1), 6–4    |  |
| Парний розряд. Дівчата         |                         |                  |  |
| Тайра Катеріна Грант Іва Йович | Міка Стоячевич Мінге Сю | 7–5, 4–6, [10–8] |  |
|                                |                         |                  |  |